# Livada (Arad)
Livada (en hongrois : Fakert, allemand : Baumgarten) est une commune du județ d'Arad, Roumanie qui compte 2 960 habitants.
La commune est composée de 2 villages : Livada et Sânleani.

## Culture
D'après le recensement de 2011, la commune compte 2 960 habitants, en augmentation par rapport au recensement de 2002 où elle en comptait 2 892.